# Pottiàcies
Les pottiàcies (Pottiaceae) són una família de molses de l'ordre Pottiales. Forma la família de molses més nombrosa coneguda, ja que conté unes 1.500 espècies o sia, més del 10% de les entre 10.000 a 15.000 espècies de molsa conegudes.